# Klug Emil
Klug Emil (Szered, 1883. szeptember 27. – 1944. június 15.) ügyvéd, jogi szakíró.

## Életpályája
Klug Lipót és Stux Regina fiaként született zsidó családban. Középiskolai tanulmányait 1893 és 1901 között a Pozsonyi Királyi Katolikus Főgimnáziumban végezte, majd felvételt nyert a Budapesti Tudományegyetem Jog- és Államtudományi Karára. Jogi tanulmányokat folytatott a Bécsi és a Berlini Tudományegyetemeken is. Oklevelének megszerzését követően főképp adó-, illetékügyi, általában pénzügyi, jogi és kereskedelmi jogi ügyekkel foglalkozott. 1912-ben megalapította az Adó- és Illetékügyi Szemlét, melyet Benedek Sándorral, Fellner Frigyessel, Vargha Imrével és Hegedűs Lóránttal közösen szerkesztett 1919-ig, amikor is a Szemle egyesült az Adó című folyóirattal és attól kezdve mint az egyesített lap főszerkesztője, vezette a lapot. A Magyar Jogász Egylet pénzügyi szakosztályának titkáraként évtizedes tudományos munkát fejtett ki. Az Egyesült Lipótvárosi Polgári Kör titkára volt. 1944 nyarán – Sós Endre visszaemlékezése alapján – a kecskeméti téglagyárból az Auschwitzi koncentrációs táborba deportálták. Elhalálozásának időpontját bíróilag állapították meg.
1913. június 29-én Budapesten házasságot kötött Horn Lujzával (1893–1924), dr. Horn Károly és Zahn Malvin lányával. Második felesége Deutsch Anna volt, akit 1925. augusztus 18-án vett nőül. 1938-ban elváltak. Fiai Kazi Imre (1914–1946) ügyvéd és Klug László (1917–1942) ügyvédjelölt.
A Budapest-Kőbányai plébániahivatal 307/1939. sz. tanúsítványa szerint 1939. március 22-én a római katolikus vallásra tért át.

## Művei
- A törvénykezési illetékekről szóló 1914. évi XLIII. törvényczikk magyarázata. Vargha Imrével. Budapest, 1915
- A bélyeg- és illetékekre vonatkozó törvények és szabályok némely rendelkezéseinek módosításáról szóló 1916. évi XXVII. törvényczikk. Magyarázó jegyzetekkel ellátta: dr. Klug Emil ügyvéd, Budapest, 1916. Grill Károly könyvkiadóvállalata
- A hadinyereség adóról és a vagyonadóról szóló 1916. évi XXIX. és XXXII. törvénycikk. Magyar jegyzetekkel ellátta: Klug Emil
- A magyar egyenes adók gyakorlati rendszeres feldolgozása az összes magyar egyenes adókra vonatkozó törvényeknek... Soltész Adolffal. Budapest, 1917, Országos Iparegyesület
- Az 1918. évi háborús adónovella. Soltész Adolffal. Budapest, 1918, Országos Iparegyesület
- A magyar illetékjog. Sárffy Aladárral. 1–2 kötet. Előszóval ellátta: Benedek Sándor. Budapest, 1930
- Pótlék a magyar illetékjog 1–2. kötethez. Sárffy Aladárral. Budapest, 1932
- Az adók legújabb érvényükben, gyakorlati útmutató adónaptárral. Budapest, 1934
- A magyar illetékjog. 2. bővített és javított kiadás. Sárffy Aladárral. Budapest, 1936
- Magyar illetékjog: pótlék a magyar illetékjog 2. bővített, javított kiadásához. Sárffy Aladárral. Budapest, 1936
- Az új egyenesadó reform. Hegedűs Józseffel. Budapest, 1940
- Das Devisenrecht in Ungarn. Meznerics Ivánnal. Bázel, 1942